# Шане (Ен)
Шане (фр. Chanay) је насељено место у Француској у региону Рона-Алпи, у департману Ен (Рона-Алпи).
По подацима из 2011. године у општини је живело 627 становника, а густина насељености је износила 34,64 становника/km².

## Демографија
| 1962. | 1968. | 1975. | 1982. | 1990. | 2011. |
| ----- | ----- | ----- | ----- | ----- | ----- |
| 499   | 472   | 464   | 426   | 410   | 627   |